# Las Huertas, San Luis Potosí
Las Huertas är en ort i Mexiko.   Den ligger i kommunen Alaquines och delstaten San Luis Potosí, i den centrala delen av landet, 290 km norr om huvudstaden Mexico City. Las Huertas ligger 1 333 meter över havet och antalet invånare är 196.
Terrängen runt Las Huertas är kuperad. Runt Las Huertas är det ganska glesbefolkat, med 40 invånare per kvadratkilometer. Närmaste större samhälle är Cardenas, 12,6 km väster om Las Huertas. I omgivningarna runt Las Huertas växer i huvudsak städsegrön lövskog.